# János Ittzés
János Ittzés (* 18. Juni 1944 in Csorna) ist ein ungarischer lutherischer Theologe. Er war von 2000 bis 2011 Bischof des Kirchenbezirks West der Evangelisch-Lutherischen Kirche in Ungarn und von 2006 bis 2011 zugleich Leitender Bischof der ungarischen Landeskirche.

## Leben und Wirken
János Ittzés studierte von 1962 bis 1967 an der Evangelisch-Lutherischen Akademie in Budapest Theologie und wurde im Jahre 1970 als Geistlicher ordiniert.
Sein Vikariat absolvierte Ittzés von 1970 bis 1971 in Kőszeg (Güns). Im Jahr 1970 heiratete er Reka Balázsi, mit der er zwei Söhne hat.
Im Jahre 1971 wurde er Gemeindepfarrer in Takácsi und kehrte 1981 in dieser Eigenschaft in seinen Vikariatsort Kőszeg zurück.
2000 wurde János Ittzés zum Bischof des Kirchenbezirks West der ungarischen Kirche gewählt. Seit 2006 war er zusätzlich der Leitende Bischof der Evangelisch-Lutherischen Kirche in Ungarn, als Nachfolger von Bischof D. Imre Szebik. 2011 trat er in den Ruhestand.